# Astragalus falcigerus
Astragalus falcigerus es una especie de planta del género Astragalus, de la familia de las leguminosas, orden Fabales.

## Distribución
Astragalus falcigerus se distribuye por Kazajistán, Uzbekistán (Dzhizak), Tayikistán y Kirguistán.

## Taxonomía
Fue descrita científicamente por Popov. Fue publicado en Byulleten' Sredne-Aziatskogo Gosudarstvennogo Universiteta xiv. 143 (1926).